# メガネの田中チェーン

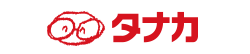
愛情メガネのタナカ時代のロゴ

メガネの田中チェーン（めがねのたなかちぇーん）は、広島県広島市と大阪府大阪市に本社を置き、「メガネの田中（旧：メガネのタナカ）」などを運営する企業。メガネ・コンタクトレンズ・補聴器・福祉機器・光学品の取り扱いを行っている。広島県を中心に124店舗（2017年6月末時点）展開している。この項目では、本部機能などを担当しているメガネの田中ホールディングスについても取り上げる。

## 概要
1913年（大正2年）に広島県で創業し、2013年3月で創業100周年を迎えた。創業当初より「半医半商」を掲げ、顧客に合わせた最適な商品を提供できる人材育成と多様なニーズに合わせた商品開発を企業方針としている。認定眼鏡士（196名）、アイウェアコーディネーター（20名）、認定補聴器技能者（205名）（2015年3月時点）はいずれもメガネ業界トップとなり、顧客対応を重視している。また、広島県に店舗を集中させることにより地元産業としての地位を確立している。
店舗名を「メガネのタナカ」から「メガネの田中」に変更した際にロゴも変更している。眼鏡をかけた顔のトレードマークは細部が変更され、角の取れた赤い四角の中に白線で描かれる形になった。

## 沿革
- 1913年3月25日 - 広島堀川町虎屋饅頭店隣りに開業（田中眼鏡店）[4]。
- 1932年 - 広島流川店出店[4]。
- 1945年 - 原爆にて崩壊[4]。
- 1946年 - 広島流川で再開業[4]。
- 1947年 - 平田屋町（広島本通り）へ移転[4]。
- 1954年 - 有限会社田中眼鏡店に改組[4]。
- 1959年 - 広島駅前店を出店し多店舗化開始[4]。
- 1966年 - メガネの田中チェーン株式会社設立[4]。
- 1996年 - 100店舗達成[4]。
- 2015年 - 株式会社田中眼鏡店をメガネの田中ホールディングス株式会社に社名変更し本部機能などを分離する[4]。メガネの田中チェーンは小売り専業になる。
- 2016年 - 創業家の親族でありジャマイカ出身で米P＆Gで経験を積んだデイミアン・ホール・オマワリが、メガネの田中チェーン（株）、メガネの田中ホールディングス（株）の四代目代表取締役社長に就任。
- 2017年 - 日本レンズ工業株式会社 株式の100％を取得。
- 2018年 - 視聴覚システム株式会社 株式の100％を取得。
- 2019年 - 聞こえの田中株式会社設立。
  - 定額制メガネコーデ＆かけかえサービス「ニナル（NINAL）」を全店で開始。
  - FLO OPTICS PTE.LTD.（シンガポール）と資本業務提携。